# マグダレーナ・ベントゥーラと夫、息子
『マグダレーナ・ベントゥーラと夫、息子』（西: Magdalena Ventura con su marido、英: Magdalena Ventura with Her Husband and Son）、または『髭のある婦人』（西: La mujer barbuda、英: The Bearded Lady）は、スペインのバロック絵画の巨匠ホセ・デ・リベーラが1631年にキャンバス上に油彩で制作した絵画である。メディナセリ公爵家財団 (Fundación Casa Ducal de Medinaceli) 所有のメディナセリ邸のコレクションにあるが、2005年以来、マドリードのプラド美術館に寄託展示されている。 
絵画はリベーラの庇護者であった第5代アルカラ公爵 (V Duque de Alcalá) のフェルナンド・アファン・デ・リベーラ (1570-1637年) により委嘱され、その後継者 (第6代アルカラ公爵および第8代メディナセリ公爵) に継承されたが、1808年にパリのナポレオン美術館のために持ち去られた。5年後に返還され、1818-1829年の間、マドリードの王立サン・フェルナンド美術アカデミーの目録に記載されたが、1829年にメディナセリ公爵家のもとに戻った。

## 作品

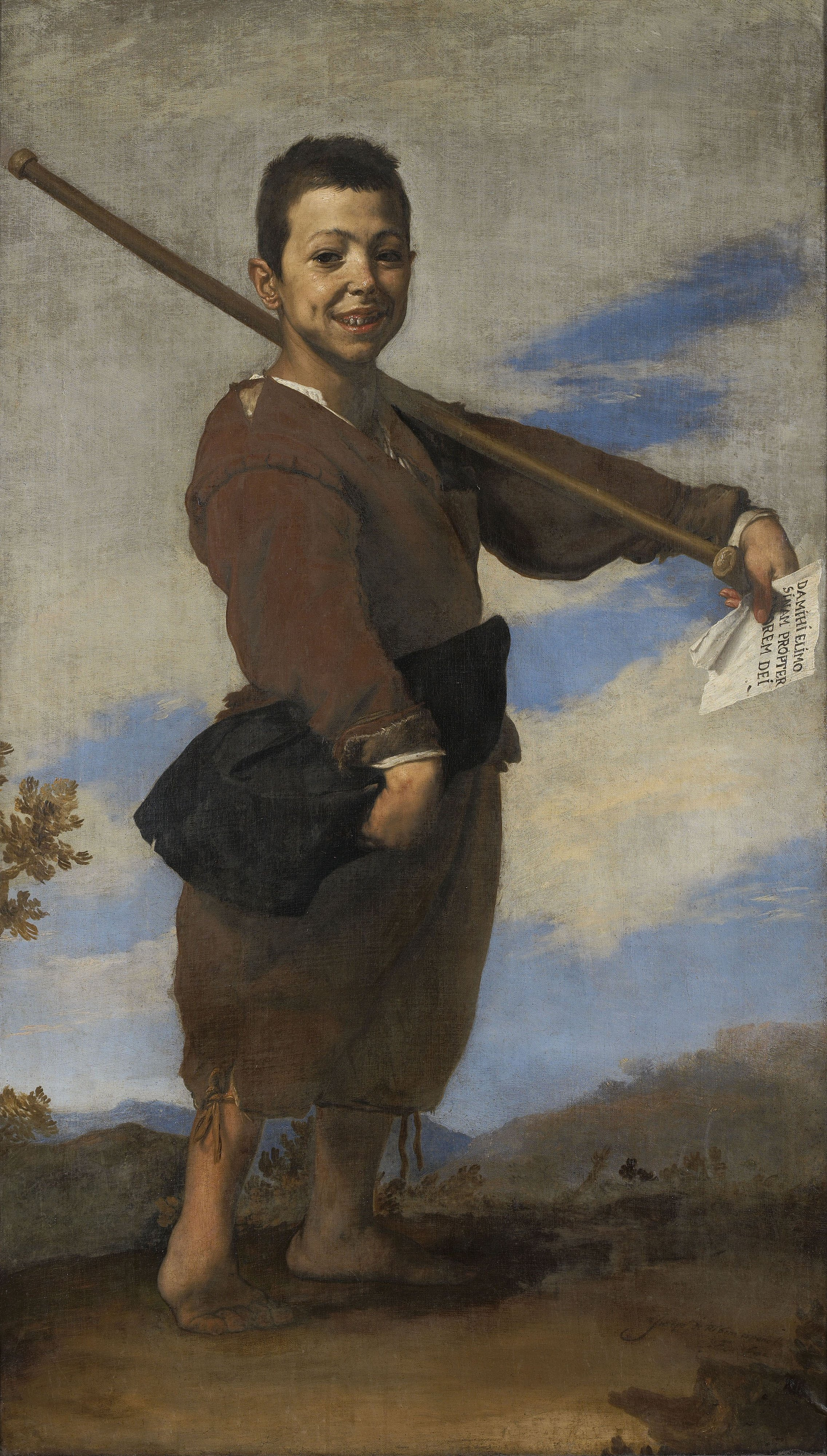
『えび足の少年』 (ルーヴル美術館、パリ)

この絵画は、いくつかの同時代の日記に言及されている。マグダレーナに関するすべての情報は絵画に言及している引用と記録に由来するものである。スペイン領のナポリで副王であった上述のアルカラ公爵は彼女をナポリの王宮に招き、リベーラに彼女の肖像を描くよう委嘱した。
1631年に制作された本作は、厳密にカラヴァッジョの様式である究極のテネブリズム (明暗法) で制作されており、濃密で劇的な闇の中から光によって強調された驚嘆すべき密度の一連の意義深い要素が浮かび上がっている。絵画は赤ん坊に授乳しながら立っているマグダレーナの姿を描いており、その背後の影の中には彼女の夫が立っている。右側には2つの石碑があるが、上の石碑にはラテン語で彼らの家族史が記され、マグダレーナを「自然の驚異」であると述べている。2番目の石碑はマグダレーナの異例の性質、そしてリベーラの絵画と絵画を委嘱した誇り高い所有者を称揚している。
石碑は、絵画の制作時に彼女は52歳で、37歳の時に髭が生え始めたと記している。マグダレーナには少なくともほかにも2人の子供がおり、出身はリベーラがいたナポリに近いアブルッツォ州であった。絵画が彼女を長く、トリムされていない髭のある姿で描いているように、彼女はその髭により主な収入を得ていた。彼女の夫のきれいにトリムされた髭とは著しく対照的である。授乳しながら立っているというポーズだけでも17世紀の女性としては異例で、そのポーズは普通ではない方法で授乳するアフリカの女性に関する記述と関連づけられる。マグダレーナをそのような姿で描くというのは、彼女の「男性的性質」と力を強調するのに役立ったであろう。
厚塗りの正確な筆致によるリアリズムで、形態が鋭く造形されている。人物の皴や身体的異常がありのまま描かれ、様々な布地が触覚的正確さで捉えられている。石碑の上に置かれている少数の静物は、間違いなく象徴的な意味を持っている。紡錘は女性のアトリビュート (人物を特定する事物) であり、家事を示唆するものである。紡錘の横にある物は羊毛の糸がついた糸巻きに似ており、マグダレーナの女性的特質を補強する。それは、逆説的に彼女の男性的容貌と対照的である。
本作は、「異例」であるとみなされた人々、とりわけ当時の旅芝居の中で人気のあった小人などの肖像画ギャラリーに属すものであった。リベーラは後の1642年に『えび足の少年』 (ルーヴル美術館、パリ) を制作する依頼も受けている。